# Mary Wilkinson
Pour les articles homonymes, voir Wilkinson.
Mary Wilkinson, née le 26 décembre 1980 est une coureuse de fond anglaise spécialisée en course en montagne et une coureuse cycliste. Elle a remporté la médaille de bronze aux Championnats du Commonwealth de course en montagne 2011.

## Biographie
Mary commence la course à pied à l'âge de treize ans et rejoint le club d'athlétisme de Skipton où elle démontre de bons résultats dans plusieurs disciplines.
Elle perce véritablement en course en montagne en 2005. Le 26 mars, elle remporte la 50e édition de la Rivington Pike Fell Race avec un excellent temps de 20 min 18 s, battant de plus d'une minute sa plus proche rivale Katie Ingram. Le 10 juillet, elle fait ses débuts avec l'équipe nationale lors des championnats d'Europe de course en montagne à Heiligenblut. Elle démontre son talent en terminant meilleure Britannique à la septième place devant Victoria Wilkinson. Avec Lyn Wilson 19e, elles permettent à la Grande-Bretagne de s'imposer pour la première fois au classement par équipes. Le 23 juillet, elle s'impose à la course du Snowdon en 1 h 17 min 44 s. Le 25 septembre, lors du Trophée mondial de course en montagne à Wellington, alors que Kate McIlroy surprend tout le monde en remportant le titre, Mary effectue une bonne course en restant aux avant-postes et termine finalement à la quatrième place.
Le 24 septembre 2011, lors des championnats du Commonwealth de course en montagne à Llanberis, elle prend un bon départ et se retrouve dans le groupe de tête mené par Olivia Walwyn-Busch. L'Écossaise Tracey Brindley effectue ensuite une bonne remontée et double les Anglaises. Lizzie Adams la rattrape ensuite et la double pour remporter le titre tandis que Mary mène le reste du groupe et termine sur la troisième marche du podium. Elle décroche la médaille d'or au classement par équipes.
Après avoir récupéré d'une fracture de fatigue au pied en début d'année 2012, elle effectue une bonne course lors des championnats d'Europe de course en montagne à Pamukkale. Dans une course très serrée, elle échoue au pied du podium pour trois secondes mais remporte la médaille d'or par équipes avec Emma Clayton et Katie Walshaw.
Après les championnats du monde de course en montagne 2014, elle commence à sentir une douleur dans son pied qui l'empêche de courir. Après avoir essayé en vain de soigner son étrange blessure, elle décide d'arrêter la course à pied et se met au cyclisme sur route qui ne lui cause pas de douleur,. Elle remporte le titre de championne de Grande-Bretagne Master de cyclisme sur route dans la catégorie des 35-39 ans en 2018.

## Palmarès

### Route
| Année | Compétition                | Lieu      | Place | Épreuve       | Temps           |
| ----- | -------------------------- | --------- | ----- | ------------- | --------------- |
| 2005  | Semi-marathon de Leeds     | Leeds     | 1re   | Semi-marathon | 1 h 15 min 36 s |
| 2006  | Semi-marathon de Liverpool | Liverpool | 2e    | Semi-marathon | 1 h 16 min 37 s |

### Course en montagne
| no  | féminin            | Course                                                                  | Longueur | Départ            | Temps           |
| --- | ------------------ | ----------------------------------------------------------------------- | -------- | ----------------- | --------------- |
| 7e  | 7e                 | Championnats d'Europe de course en montagne                             | 10,06 km | 10 juillet 2005   | 1 h 13 min 35 s |
| 36e | Médaille d'or      | Course du Snowdon                                                       | 15,35 km | 23 juillet 2005   | 1 h 17 min 44 s |
| 3e  | Médaille de bronze | Challenge Stellina                                                      | 8,1 km   | 21 août 2005      | 52 min 6 s      |
| 4e  | 4e                 | Trophée mondial de course en montagne                                   | 9,1 km   | 25 septembre 2005 | 42 min 39 s     |
|     | Médaille d'or      | Course du Snowdon                                                       | 15,35 km | 22 juillet 2006   | 1 h 19 min 38 s |
| 2e  | Médaille d'argent  | Trophée Vanoni                                                          | 5 km     | 22 octobre 2006   | 23 min 8 s      |
| 34e | Médaille d'or      | Three Peaks Race                                                        | 37,4 km  | 29 avril 2007     | 3 h 30 min 22 s |
|     | Médaille d'or      | Course du Snowdon                                                       | 15,35 km | 29 juillet 2007   | 1 h 20 min 36 s |
| 6e  | 6e                 | Championnats du Commonwealth de course en montagne - Montée et descente | 8 km     | 19 septembre 2009 | 43 min 5 s      |
| 3e  | Médaille de bronze | Championnats du Commonwealth de course en montagne                      | 8,8 km   | 24 septembre 2011 | 44 min 15 s     |
| 4e  | 4e                 | Championnats d'Europe de course en montagne                             | 8,3 km   | 8 juillet 2012    | 40 min 10 s     |

## Records
| Épreuve       | Performance     | Date           | Lieu       |
| ------------- | --------------- | -------------- | ---------- |
| 5 kilomètres  | 16 min 50 s     | 17 avril 2006  | Carmarthen |
| 10 kilomètres | 34 min 31 s     | 9 avril 2006   | Dublin     |
| 10 miles      | 58 min 41 s     | 6 février 2005 | Pontypridd |
| Semi-marathon | 1 h 15 min 36 s | 15 mai 2005    | Leeds      |